# 林本納山
77°26′S 86°30′W / 77.433°S 86.500°W

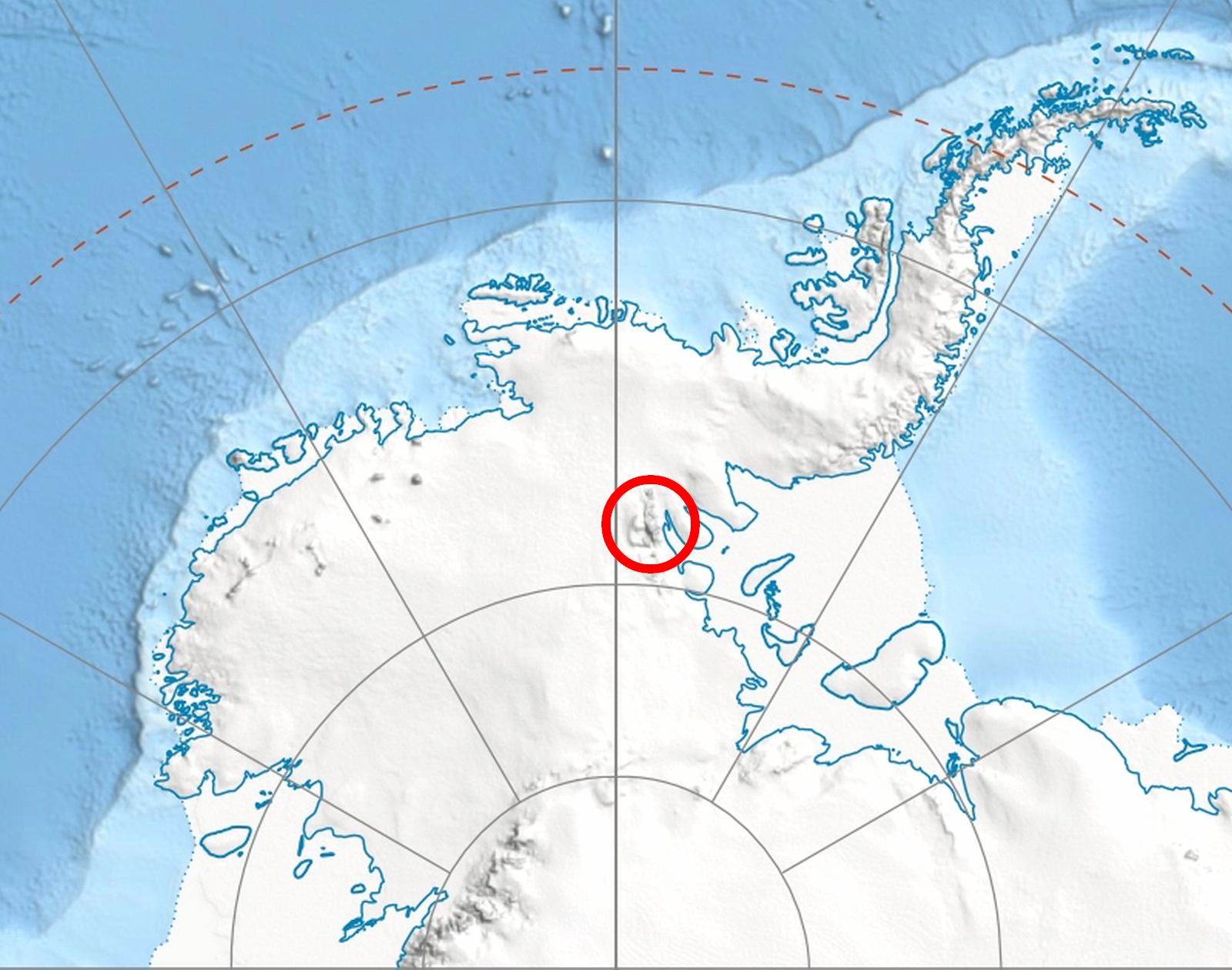

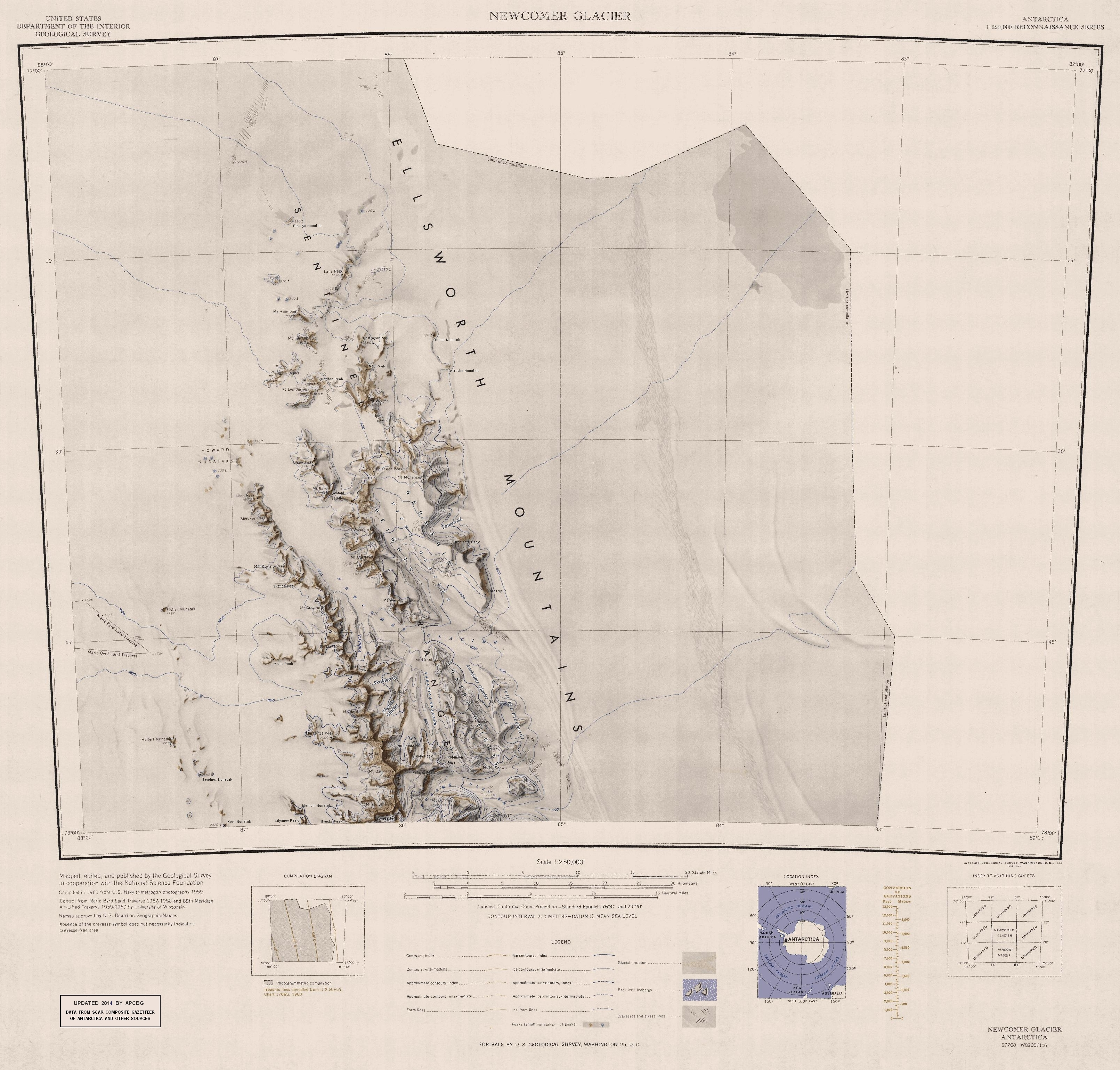

林本納山（英語：Mount Lymburner）是南極洲的山峰，位於埃爾斯沃思地，處於威姆斯山西北面7公里，屬於埃爾斯沃思山脈中森蒂納爾嶺的一部分，海拔高度1,940米，在1935年11月23日由美國探險家發現，現時由南極條約體系管理。